# Rounceyhäst
Rounceyhäst (fr: Roncin) var namnet på en typ av häst som användes i Europa under medeltiden som en lättare ridhäst, allroundhäst och även som packhäst. Dessa hästar tränades ibland även för strid.

## Historia
Hästarna finns dokumenterade och avbildade från 1300-talet och framåt där den beskrivs som en lätt och snabb men ändå stark häst. På medeltiden dokumenterades inte hästarna med stam som idag och begreppet hästras fanns inte så hästarna på medeltiden var snarare typer av hästar med olika utseende och karaktär. 
Rounceyhästarna var de billigaste hästarna då de inte var lika dyra att köpa som stridshästar som kallades Courserhästar eller de dyrare Destrierhästarna. De fattigare riddarna eller tjänarna på slotten höll sig oftast med rounceyhästar som de använde i sina arbetsuppgifter och ibland under lek eller till och med privata strider. En rikare riddare brukade hlla sina tjänare med ett antal hästar av rounceytyp för att underlätta deras arbete. 
Ibland användes även Rounceyhästarna inom större strider men då som flykthästar efter snabba anfall. Vid en mobiliseringsorder från år 1327 begärde kungen till och med snabbare rounceyhästar för strid, snarare än de vanligare tyngre destrier- och coursertyperna.

## Etymologi
Ordet "roncin" kommer från medeltidslatinets "roncinus", som betyder bergshäst eller klippare. Från det franska ordet har det anglo-normandiska "rouncey" uppstått.